# Trenner (Graphentheorie)
Trenner sind in der Graphentheorie besondere Teilmengen von Knoten und Kanten eines Graphen, bei deren Entfernen aus dem Graphen bestimmte Wege im Graphen unmöglich werden.

## Definition

Die Menge ist ein --Trenner

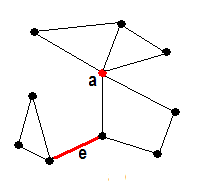
Der Knoten ist ein Gelenkpunkt, die Kante ist eine Brücke.

Es seien {\displaystyle G=(V,E)} ein einfacher Graph und  {\displaystyle A,B\subset V} Teilmengen der Knotenmenge {\displaystyle V}.
Ein Paar {\displaystyle Z=(X,Y)}, bestehend aus einer Knotenmenge {\displaystyle X\subseteq V} und einer Kantenmenge {\displaystyle Y\subseteq E}, heißt {\displaystyle A}-{\displaystyle B}-Trenner oder {\displaystyle A}-{\displaystyle B}-Separator des Graphen, wenn jeder {\displaystyle A}-{\displaystyle B}-Weg wenigstens einen Knoten aus {\displaystyle X} oder eine Kante aus {\displaystyle Y} enthält. Man sagt dann auch, dass {\displaystyle Z} die Knotenmengen {\displaystyle A} und {\displaystyle B} trennt.
Sind {\displaystyle A=\{a\}} und {\displaystyle B=\{b\}} einelementig, so spricht man auch von der Trennung der Knoten {\displaystyle a} und {\displaystyle b}.
Ein Paar {\displaystyle Z=(X,Y)} trennt den Graphen {\displaystyle G} genau dann, wenn {\displaystyle Z} mindestens zwei Knoten aus {\displaystyle G} trennt.

### Äquivalente Definition
Teilweise wird in der Literatur ein {\displaystyle A}-{\displaystyle B}-Trenner für einen Graphen {\displaystyle G=(V,E)} auch als eine Menge {\displaystyle X\subseteq V\cup E} von Knoten und Kanten definiert, so dass jeder {\displaystyle A}-{\displaystyle B}-Weg mindestens ein Element aus {\displaystyle X} enthält. Die weitergehenden Definitionen erfolgen analog zu den oberen.

## Spezialfälle

### Artikulation
Ist {\displaystyle v\in V} ein Knoten, der zwei Knoten trennt, die zur selben Zusammenhangskomponente des Graphen gehören, so nennt man {\displaystyle v} eine Artikulation, einen Gelenkpunkt oder einen Schnittknoten des Graphen. Einem Gelenkpunkt entspricht also ein Trenner {\displaystyle Z=(X,Y)} mit {\displaystyle X=\{v\}} und {\displaystyle Y=\emptyset }.
Besitzt ein zusammenhängender Graph einen Gelenkpunkt, so ist seine Knotenzusammenhangszahl gleich 1 und er wird als separabel bezeichnet.

### Brücke
Ist {\displaystyle e\in E} eine Kante, die ihre beiden Endknoten trennt, so nennt man {\displaystyle e}  eine Brücke. Einer Brücke entspricht also ein Trenner {\displaystyle Z=(X,Y)} mit {\displaystyle X=\emptyset } und {\displaystyle Y=\{e\}}. Äquivalent dazu ist, dass {\displaystyle e} in keinem Kreis des Graphen liegt.
Besitzt ein zusammenhängender Graph eine Brücke, so ist seine Kantenzusammenhangszahl gleich 1.

## Verwendung
Trenner gehören zu den Grundbegriffen der Graphentheorie. Sie werden beispielsweise verwendet, um die Grapheigenschaften k-Zusammenhang und Kantenzusammenhang zu definieren. In diesen beiden Fällen interessieren Trenner, die nur aus Knoten bzw. nur aus Kanten bestehen.